# Hydrocotyle vestita
Hydrocotyle vestita là một loài thực vật có hoa trong Họ Cuồng. Loài này được Mathias & Killip mô tả khoa học đầu tiên năm 1936.